# Trielasmus varians
Trielasmus varians – gatunek chrząszcza z rodziny sprężykowatych, umieszczony w rodzaju monotypowym.
Owad osiąga długość 12,5 mm.
Jest to ciemnobrązowy chrząszcz o białawym, w miarę długim i gęstym owłosieniu.
Cechuje się on częściowo łódkowatym, szeszym niż dłuższym i wypukłym czołem o zaokrąglonym przednim brzegu, spłaszczonym pośrodku. Jego ząbkowane u samic czułki składają się z 11 segmentów, z których 2. ma kształt okrągły, a 3. zaś trójkątny. 4. przewyższa poprzedni długością. Żuwaczki są bardzo wąskie, cechują się zaostrzonym końcem. Prementum porastają długie sety, pronotum posiada tylko 2 długie, a resztę krótkich.
Przednie skrzydła wypukłe, zwężone w dystalnych dwóch trzecich.
Na goleniach widnieją długie ostrogi. Scutellum jest trójkątne w kształcie i wydłużone.
Rodzaj występuje w Ameryce Południowej: w Boliwii i Argentynie. Badane osobniki pochodziły z Brazylii.